# 名鉄ホテルホールディングス
株式会社名鉄ホテルホールディングス（めいてつホテルホールディングス）は、愛知県名古屋市中村区に本社を置く名鉄グループの宿泊事業を統括する中間持株会社。名鉄グループ内の事業再編により、名古屋鉄道の100%出資で2021年（令和3年）6月1日に設立された。

## 概要
名古屋鉄道は、1964年に岐阜グランドホテル、1965年に愛知県犬山市に名鉄犬山ホテルを名古屋観光ホテルと合弁で開設したのを皮切りに、名古屋駅の自社の駅ビル名鉄バスターミナルビルに名鉄グランドホテル、愛知県豊橋市に豊橋バスターミナル併設の豊橋グランドホテルなどチェーン展開を進めた。
また名古屋鉄道系のホテルとは別に、名鉄不動産（現：名鉄都市開発）が「名鉄イン」として駅前立地のビジネスホテルチェーンを展開していた。
2021年、グループホテル戦略の構築・推進体制の強化の一環として中間持株会社「株式会社名鉄ホテルホールディングス」が設立され、名古屋鉄道および名鉄不動産が保有するホテルグループ各社の株式が、名鉄ホテルホールディングスへ譲渡された。これにより、名鉄グループ内のホテル事業が名鉄ホテルホールディングスに一本化された。

## グループ会社・運営ホテル
- 株式会社ホテルグランコート名古屋[1]
  - ANAクラウンプラザホテルグランコート名古屋（愛知県名古屋市中区）
- 株式会社名鉄グランドホテル[1]
  - 名鉄グランドホテル（愛知県名古屋市中村区 名鉄百貨店メンズ館・名鉄バスターミナル上階）
  - 中部国際空港セントレアホテル（愛知県常滑市）
- 株式会社名鉄犬山ホテル[1]
  - 名鉄小牧ホテル（愛知県小牧市 名鉄小牧駅上階）
  - ホテルミュースタイル犬山エクスペリエンス（愛知県犬山市）
- 株式会社名鉄ホテルマネジメント犬山[1]
  - ホテルインディゴ犬山有楽苑（愛知県犬山市）
- 株式会社名鉄トヨタホテル[1]
  - 名鉄トヨタホテル（愛知県豊田市 名鉄豊田市駅東隣ギャザビル内）
- 株式会社岐阜グランドホテル[1]
  - 岐阜グランドホテル（岐阜県岐阜市）
- 名鉄イン株式会社[1] - ビジネスホテルチェーンを展開。名古屋鉄道ではなく名鉄不動産の子会社であった。
  - 名鉄イン（10店舗）
  - ホテルミュッセ（2店舗）

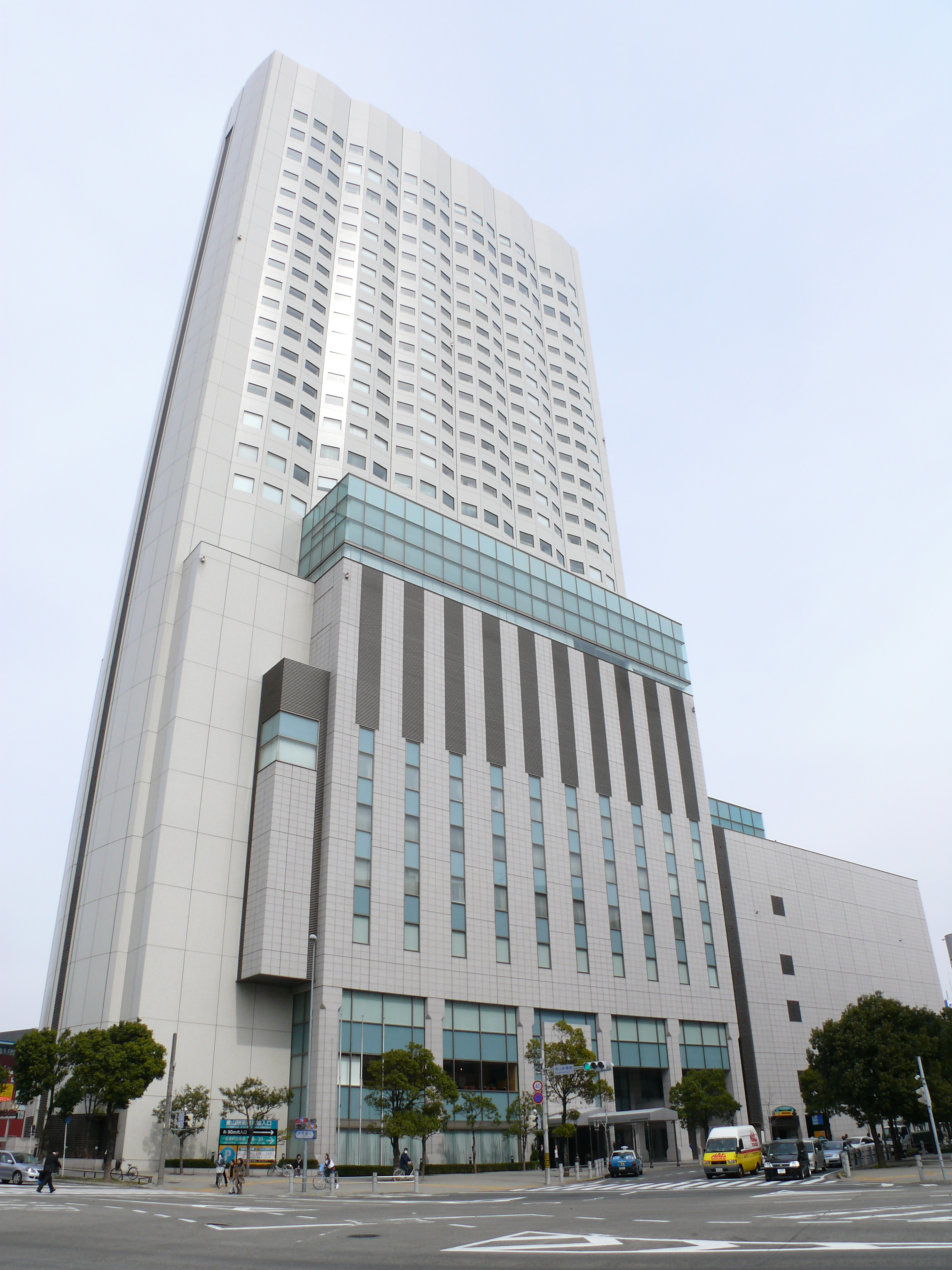
ANAクラウンプラザホテルグランコート名古屋
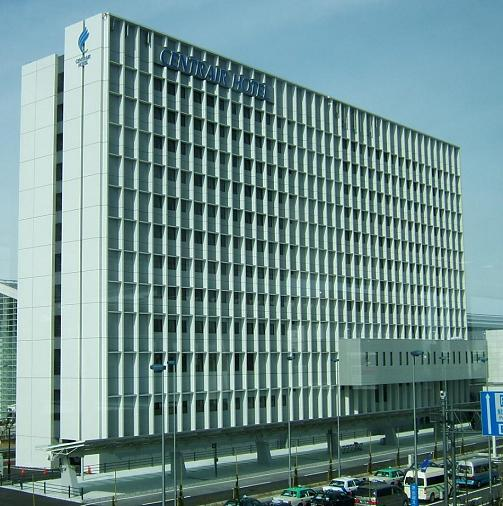
中部国際空港セントレアホテル
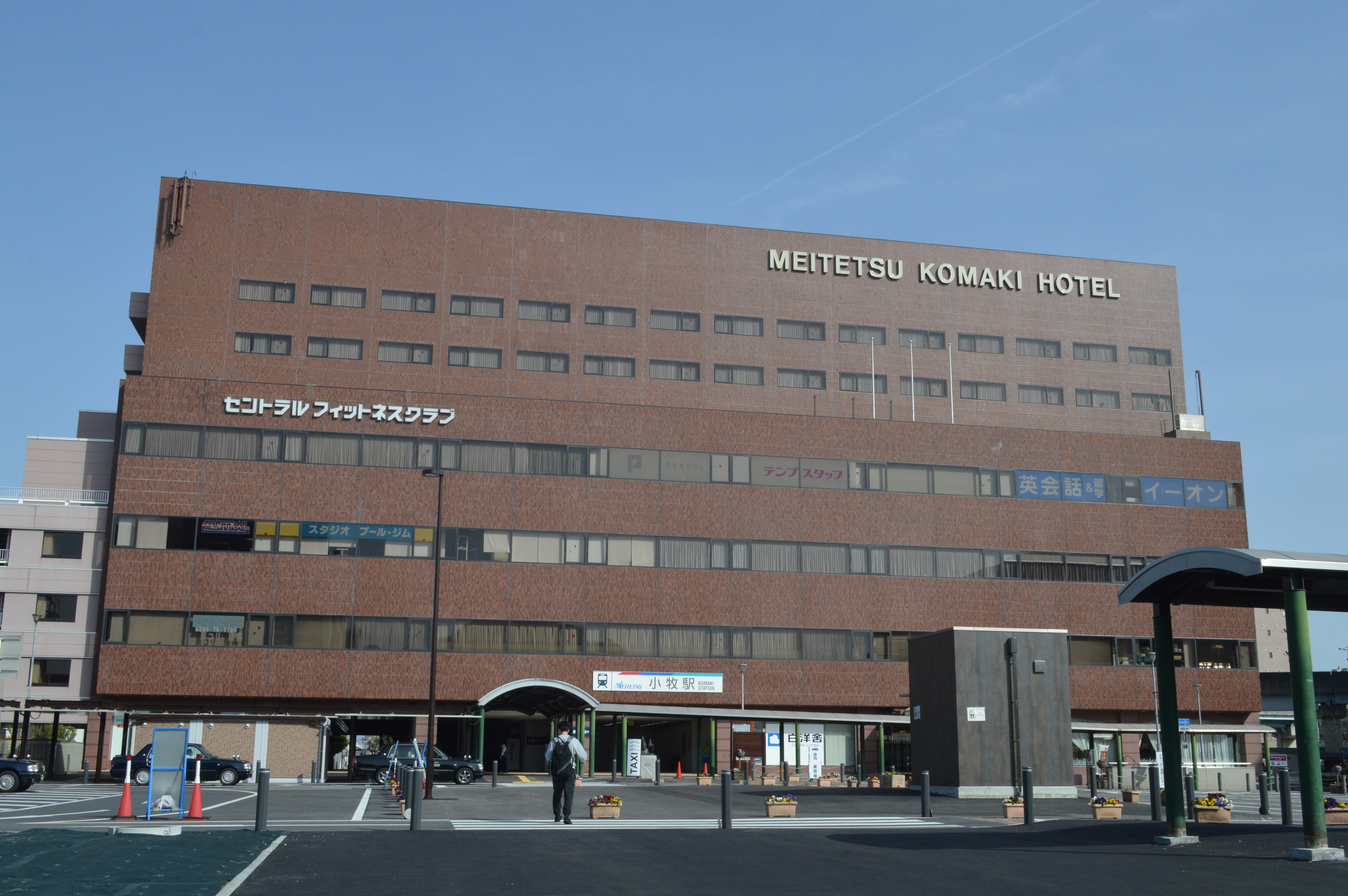
名鉄小牧ホテル
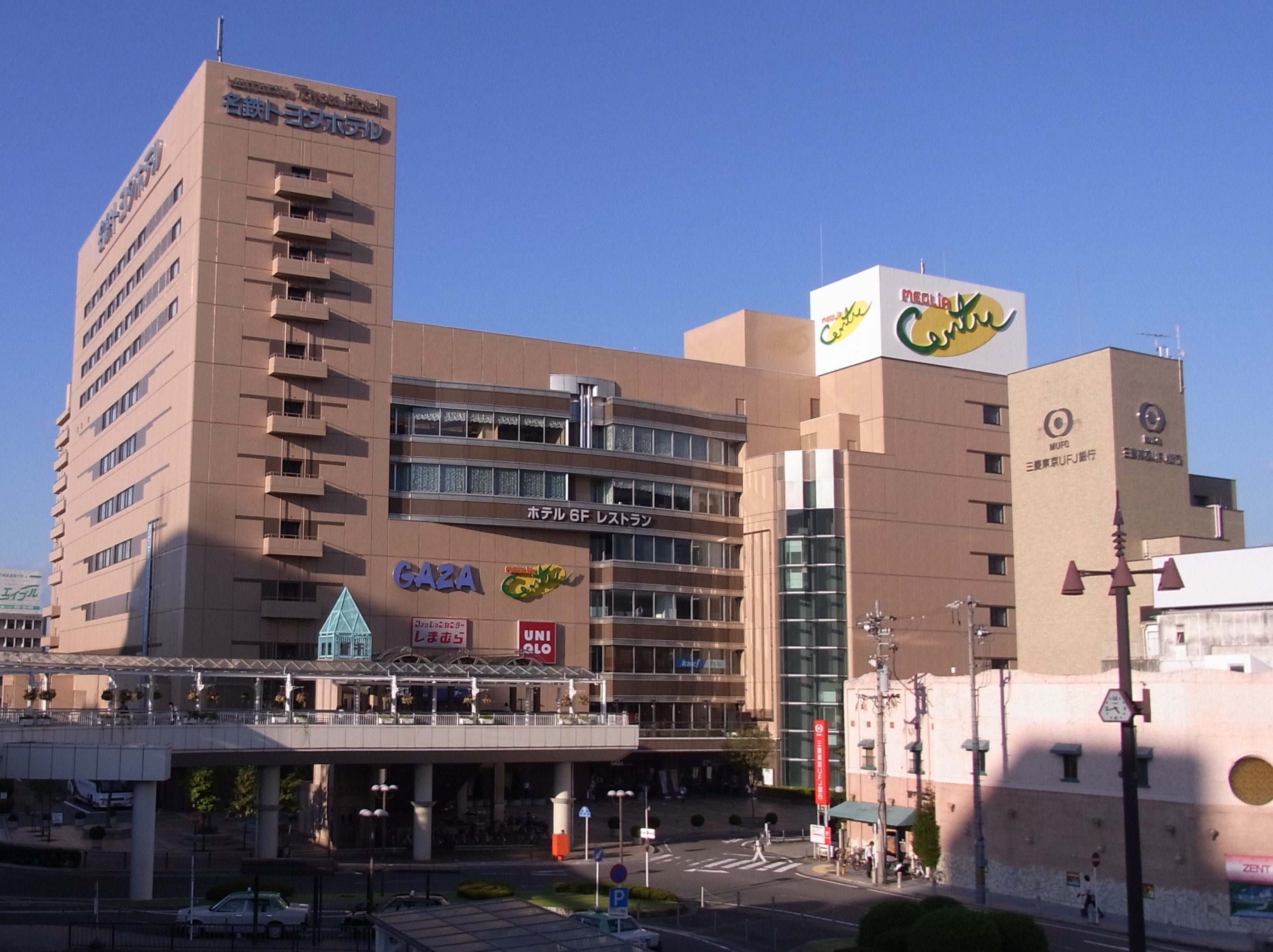
名鉄トヨタホテル
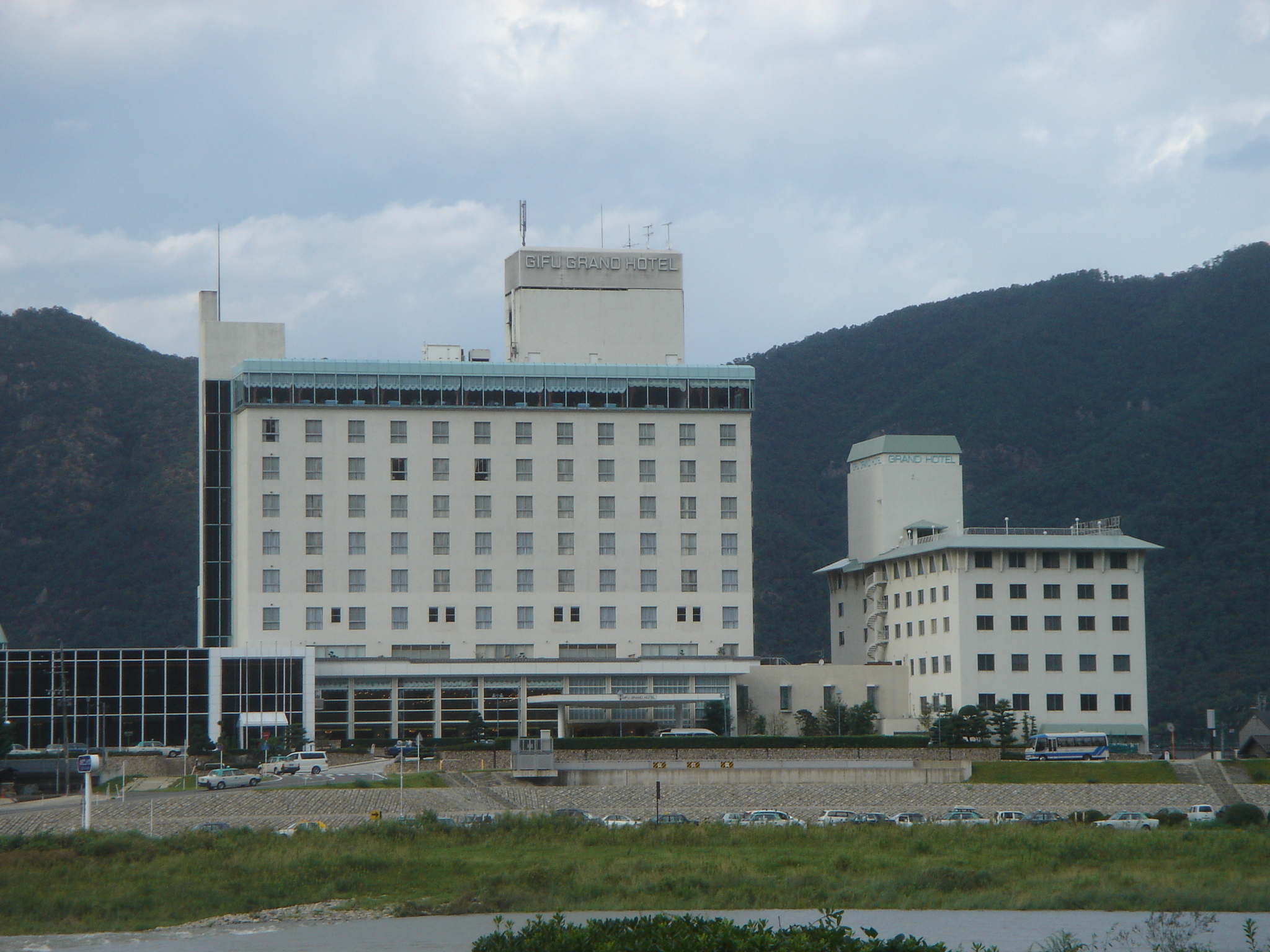
岐阜グランドホテル
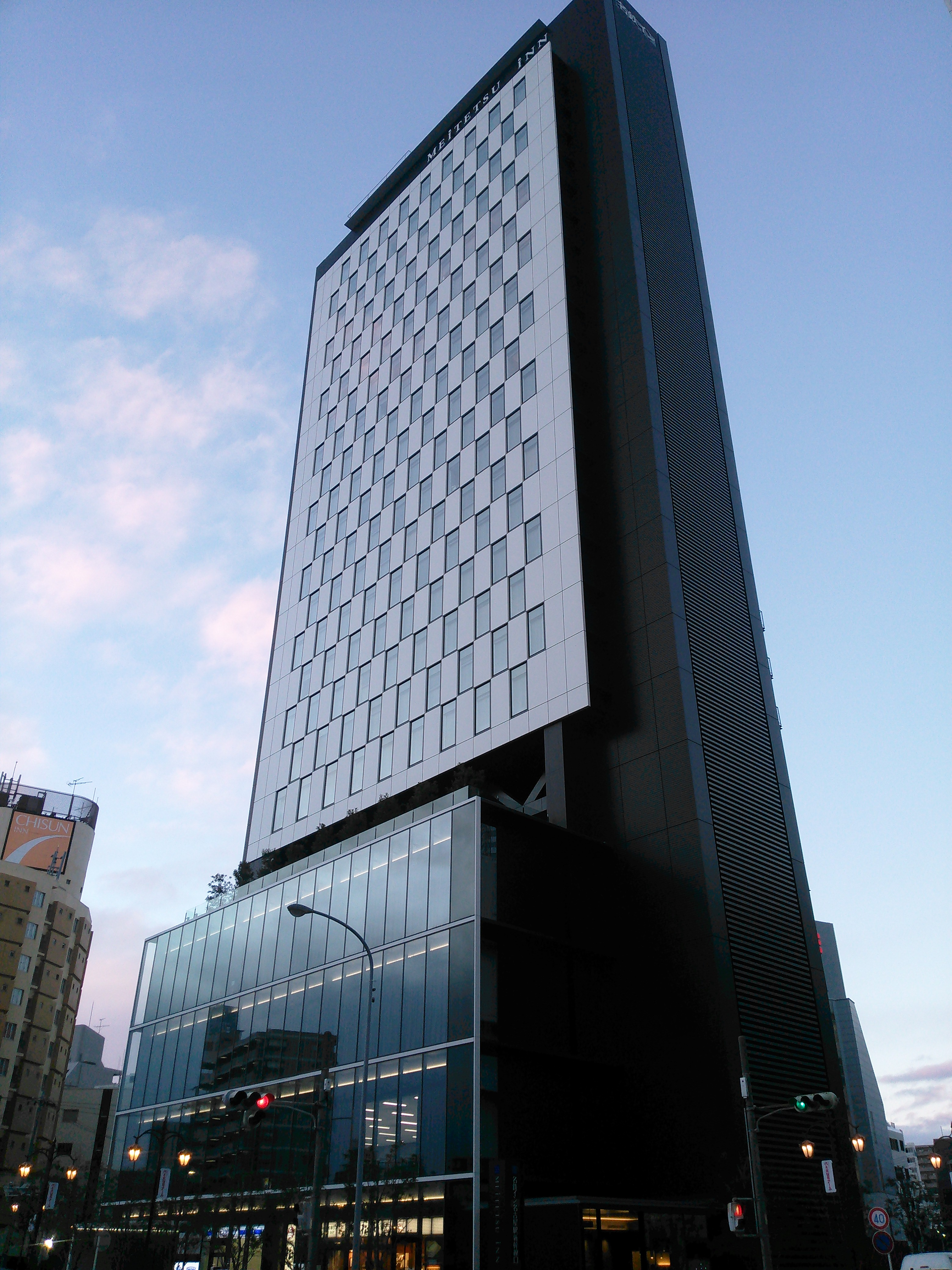
名鉄イン名古屋駅新幹線口 （ベルヴュオフィス名古屋に入居）

## 営業譲渡したホテル
- 伊良湖ガーデンホテル（愛知県田原市） - ホテルマネージメントインターナショナルに売却。現名称は、「伊良湖シーパーク&スパ」。
- 名鉄浜松ホテル（静岡県浜松市中央区） - ホテルマネージメントインターナショナルに売却。現名称は、「ホテルクラウンパレス浜松」。
- 岐阜ルネッサンスホテル（岐阜県岐阜市） - 近鉄グループとの共同経営から撤退し、現在は近鉄グループ単独で「都ホテル 岐阜長良川」として運営されている。
- 名鉄トヤマホテル（富山県富山市） - ブリーズベイホテル株式会社に売却。なお、名鉄トヤマホテルの名称は2013年2月28日まで継続使用され[3]、その後「ホテルグランテラス富山」として運営されている。
- ANAホリデイ・イン金沢スカイ（石川県金沢市）

## 閉館したホテル
- 名鉄岡崎ホテル（愛知県岡崎市） - 2004年3月閉館。
- 山中グランドホテル（石川県加賀市山中温泉） - 事業清算後に残存していた敷地とホテル建屋を後に湯快リゾートが購入し、同名で営業再開。
- 磐梯グランドホテル（福島県郡山市） - 火災により閉鎖された磐光ホテルの跡地を買収し、ホテルを建て替えて営業していたが、2000年に閉鎖・解体。
- 三ヶ根グランドホテル（愛知県蒲郡市）- 三ヶ根山にあった。回転展望台（2001年閉鎖）やロープウェイ（1976年廃止）などもあった。
- 豊橋グランドホテル（愛知県豊橋市） - サーラグループに譲渡し営業後、2011年閉館。
- 名鉄犬山ホテル（愛知県犬山市） - 2019年8月建て替えのため閉館。ただし法人は存続（上記参照）
- 豊鉄ターミナルホテル（愛知県豊橋市） -　2020年9月閉館。
- 名鉄中津川ホテル（岐阜県中津川市） -ラジウム温泉を有していた。
- 名鉄ニューグランドホテル（愛知県名古屋市中村区　新幹線口側　ビックカメラ名古屋駅西店上階）2022年2月閉鎖